# 石門公園
石門公園（せきもんこうえん）は、徳島県阿南市長生町にある公園。

## 概要
津乃峰山と鍛治ヶ峰の境に位置。高さ約30mの巨石が門のように並立していることから石門と呼ばれ、ロッククライミングのゲレンデとして利用されることが多い。公園の周囲はフジの名所として知られる。
麓には「ひょうたん池」があり、池の表面からは断崖や樹々が映し出される。池の出口付近には落差4m程の「石門の滝」と呼ばれる滝がある。

## 自然
- 石門岩石 - 園内の入口にある岩山。ロッククライミングの名所。
- ひょうたん池 - フジの名所。

## 交通
- JR牟岐線阿南駅から車で約20分。